# Normalmente anormal
Normalmente anormal es el primer DVD de la banda uruguaya La Vela Puerca cuyo nombre se debe a la frase de la canción Escobas del disco A contraluz: "Es algo normalmente anormal". La caja trae un DVD y dos discos de audio.

## DVD
El DVD consta de tres partes (dirigidas por Agustín Ferrando Trenchi):

### Documental
Este documental lo hizo nuestro amigo Agustín Ferrando a quién le dimos más de 14 años de imágenes, poniendo corazón para contarnos una versión de nuestra historia. Por supuesto que faltan amigos, lugares y grandes momentos, porque es imposible concentrar todo este tiempo en menos de dos horas. De todas formas, pretende mostrar lo que han sido estos años de nuestras vidas, la dimensión enorme por momentos, que ha tomado un pequeño sueño que tuvimos una vez en un garage. Son los años, las cicatrices y los miles de kilómetros recorridos los que hacen querer revisar nuestra historia y contarla.[cita requerida]
Extras Documental
1. Mañana con Batra.
2. Mi semilla con Gian.
3. Heavy.

### Directo
Nuestro primer intento de sacar un disco en vivo se remonta al año 99 cuando grabamos un show en Zorba de Solymar. Nunca salió. Desde entonces, este disco fue una materia pendiente. Se grabó durante los conciertos en el Estadio Ferrocarril Oeste en Buenos Aires en septiembre del 2007 y en el Teatro de verano de Montevideo en abril de 2008. Son 16 canciones que intentan mostrar la energía que se vivió en esas noches. En fin, un sueño hecho realidad.[cita requerida]
Lista de temas
1. De atar
2. Por dentro
3. Doble filo
4. Haciéndose pasar por luz
5. Mañana
6. El Señor
7. Colabore (Inv. Osvaldo Garbuyo)
8. La sin razón (Inv. Kutxi Romero)
9. Mi semilla
10. Va a escampar
11. El profeta
12. Para no verme más
13. Zafar
14. El viejo
15. Llenos de magia
16. José sabía

### Extra
En este experimento quisimos rescatar canciones que habían quedado afuera de los discos y que se merecían ser editadas, más una nueva que nos gustaba para completar la idea. Lo grabamos en vivo también, pero sin más público que los camarógrafos.Una excelente experiencia que además termina de redondear el DVD que nos habíamos imaginado al principio.[cita requerida]
Lista de temas
1. Razón de ser
2. En vela
3. El cantador
4. Caridad
5. Respira

## Discos de audio
Además del DVD, la caja trae dos discos de audio: uno es el audio del Directo y otro del Extra.